# Parafia św. Jana Chrzciciela w Sokołowie Małopolskim
Parafia św. Jana Chrzciciela w Sokołowie Małopolskim – parafia rzymskokatolicka znajdująca się w diecezji rzeszowskiej w dekanacie Sokołów Małopolski.

## Historia
Parafia sokołowska sięga początkami roku 1588, gdy ufundowali ją właściciele dóbr sokołowskich Anna Pilecka i jej mąż Krzysztof Kostka. Od chwili powstania parafia sokołowska należała do diecezji przemyskiej. Gdy w roku 1594 odnowiono podział dekanalny, weszła w skład dekanatu rzeszowskiego. Już w roku 1603 bp Maciej Pstrokoński utworzył nowy dekanat sokołowski, który istniał do roku 1630. Później Sokołów należał do wikariatu rejonowego w Leżajsku, aż w roku 1921 nastąpiła reaktywacja dekanatu sokołowskiego. Od początku centrum parafii stanowiło miasteczko Sokołów założone w roku 1569 przez Jana Pileckiego. Prócz tego parafia obejmowała pobliskie wsie: Wólkę Sokołowską, Trzebuskę, Turzę i Wólkę Niedźwiedzką. Na progu okresu międzywojennego w tej ostatniej utworzono ekspozyturę, którą w 1927 roku przekształcono w samodzielną parafię. W roku 1992 Sokołów wszedł z całym dekanatem w skład nowej diecezji rzeszowskiej.

### Kościół parafialny
Pierwszy kościół parafialny wzniesiono przed rokiem 1579; początkowo nosił on wezwanie Zwiastowania Najświętszej Maryi Panny, które szybko zmieniono na św. Jana Chrzciciela. Była to bezwieżowa budowla rozłożona na planie krzyża, z dwiema kaplicami i sześcioma ołtarzami. Świątynię konsekrował w roku 1595 arcybiskup lwowski Jan Dymitr Solikowski. W roku 1608 kościół został uszkodzony podczas najazdu Stanisława Stadnickiego na miasteczko. Starania o odbudowę kościoła podjął proboszcz ks. Adam Podgórny. Po kilkudziesięciu latach, podczas najazdu wojsk księcia Jerzego Rakoczego w roku 1657, kościół został doszczętnie spalony. Drugą świątynię parafialną wzniesiono dzięki zabiegom ks. Wojciecha Gaździckiego. Prace budowlane rozpoczęto w roku 1670. Modrzewiowy budynek, szeroki na 23m i długi na 37,5m, był okolony „sobotami”. Świątynia została konsekrowana 27 września 1699r. Ostatecznego jej przyozdobienia dokonał ks. Anioł Piccinardi w roku 1728. Fara otrzymała wezwanie Świętych Apostołów Piotra i Pawła, św. Jana Chrzciciela oraz św. Michała Archanioła. Biskup Wacław Hieronim Sierakowski podniósł ją do godności kościoła prepozyturalnego. Proboszczem parafii od 1848 do 1897 był ks. kan. Leon Stokowski. Świątynia spłonęła w wielkim pożarze miasta 25 lipca 1904r.
Obecny kościół parafialny pw. św. Jana Chrzciciela wzniesiono w latach 1908-1916. Trzynawową świątynię zaprojektował w stylu neogotyckim profesor Politechniki Lwowskiej Jan Sas-Zubrzycki. Wmurowanie kamienia węgielnego nastąpiło 20 września 1908r. Poświęcił go dziekan przemyskiej kapituły katedralnej ks. inf. Jakub Federkiewicz. Nad pracami budowlanymi czuwał proboszcz ks. Franciszek Stankiewicz. O wykończenie i przyozdobienie świątyni zadbał kolejny proboszcz ks. Leon Szado. Na skutek jego starań 1 października 1916r. kościół został poświęcony przez dziekana leżajskiego ks. Tomasza Frankiewicza z Żołyni. Konsekracji dokonał 23 czerwca 1919 r. bp Karol Fischer z Przemyśla.
W roku 1925 zakupiono do świątyni organy muzyczne, a 5 lat później wzniesiono obok niej murowaną dzwonnicę. 25 lipca 1944r., po ostrzelaniu wieży kościoła przez Sowietów, spłonął jej hełm. W wyniku tego wieżę obniżono o 10m i przykryto prowizorycznym dachem. Nowy dach zbudowano według projektu prof. Wiktora Zina w 1958 roku. W latach 1958 oraz 1961-1962 wykonano malowidła figuralno-ornamentalne zdobiące ściany kościoła. W roku 1977 wymieniono pokrycie dachu z dachówek na miedzianą blachę. Na początku lat 90. XX wieku okna świątyni ozdobiły kolorowe witraże. W ostatnich latach przeprowadzony został również szereg prac restauracyjnych. Poprawiona została m.in. polichromia kościoła. W roku 1995 wykonano renowację rzeźb św. Jana Kantego i św. Jana Nepomucena, a rok później rokokowej chrzcielnicy. W roku 2001 konserwacji poddano m.in. ołtarz główny i ambonę. W roku 2004 zabezpieczono wieżyczkę na sygnaturkę. Po dwóch latach w znacznej mierze odremontowano ogrodzenie kościelne, a po dalszych dwóch – zaprowadzono w świątyni instalację grzewczą. W roku 2009 kościół ozdobiła nowa posadzka, a plac kościelny i jego schody zostały wyremontowane. Rok później bp Kazimierz Górny konsekrował nowy, kamienny ołtarz soborowy. W międzyczasie, na przełomie lat 2008/2009, dokonano konserwacji łaskami słynącego obrazu Matki Bożej Królowej Świata – Opiekunki Ludzkich Dróg. Przez wieki nad wiernymi troskę duchową rozciągali duszpasterze parafialni i inni beneficjenci. Na szczególną uwagę zasługują sylwetki kilku proboszczów, m.in.: ks. Pawła Lubeka, ks. Adama Podgórnego, ks. Anioła Piccinardiego, bpa Stanisława Wykowskiego, ks. Antoniego Wrześniewskiego, ks. Leona Stokowskiego, ks. Franciszka Stankiewicza, ks. Ludwika Bukały, ks. Michała Gądka i ks. Mieczysława Wajdy. Kilku sokołowskich wikariuszów zaznaczyło się jako postacie walczące w połowie XIX wieku o niepodległość kraju. Do takich zaliczyć trzeba ks. Michała Soleckiego i ks. Antoniego Momidłowskiego.
W okresie staropolskim i rozbiorowym ważnymi instytucjami kościelnymi były szkoła parafialna i szpital. W ciągu wieków przy parafii zawiązało się wiele konfraterni w tym: Bractwo św. Anny, Bractwo Niepokalanego Poczęcia Matki Bożej i Bractwo Różańcowe, które działały w okresie staropolskim. Po kryzysie józefińskim ta forma pobożności laikatu odżyła w drugiej połowie XIX stulecia w postaci bractw kościelnych i stowarzyszeń religijnych. Pewien charakter dewocyjny miały też cechy rzemieślnicze i usługowe, m.in.: szewski, stolarski, garncarski, rzeźnicki, tkacki, kowalski i krawiecki. W dwudziestoleciu międzywojennym popularne były zwłaszcza cztery kolumny Akcji Katolickiej i Trzeci Zakon Franciszkański. Okres Polski Ludowej przyniósł upadek tych dzieł. W ostatnich latach na tym gruncie rozwinęły się m.in.: Ruch „Światło-Życie”, Domowy Kościół, Katolickie Stowarzyszenie Młodzieży, Akcja Katolicka i Parafialny Zespół Caritas.
Dużo o życiu duchowym parafian mogą mówić liczne powołania do służby Bożej na przestrzeni wieków. Niektórzy księża sokołowscy zasłynęli w regionie, a nawet w całym kraju. Sławę zyskali m.in. pijarzy: o. Damian Stachowicz od Trójcy Przenajświętszej (1658-1699), muzyk i kompozytor, profesor retoryki i poetyki oraz Sebastian Joachim Góralewicz od św. Apolonii (1643-1711), pedagog i matematyk, popularyzator idei Galileusza i myśli kopernikańskiej. Inny sokołowski pijar, o. Stanisław Bieliński (ok. 1650-1683), brał udział jako kapelan wojskowy w odsieczy wiedeńskiej. W ruch narodowo-wyzwoleńczy w XIX wieku włączył się aktywnie m.in. pochodzący z Turzy ks. Feliks Antoni Szostkiewicz. Bez wątpienia najwybitniejszym sokołowianinem był ks. prof. dr hab. Szczepan Szydelski, wykładowca Uniwersytetu Jana Kazimierza we Lwowie, zasłużony teolog, radny miasta Lwowa, poseł na Sejm II Rzeczypospolitej, działacz społeczny. W dniu 7 listopada 2012 r. biskup Jan Kopiec z Gliwic poświęcił w sokołowskim kościele tablicę wmurowaną dla uczczenia jego pamięci.

### Zasięg
Parafia Sokołów Małopolski sięga na okoliczne wioski
- Turza
- Wólka Sokołowska
- Kąty Trzebuskie
- Trzebuska-Dworzysko
- Górno-Rękaw